# Thymus bivalens
Thymus bivalens — вид рослин родини глухокропивові (Lamiaceae), ендемік Балеарських островів (Майорка).

## Опис
Розгалужений напівчагарник з дерев'янистими гілками. 2n = 28.

## Поширення
Ендемік Балеарських островів (Майорка).